# Broadway-Blues-Ballads
Broadway-Blues-Ballads è un album della cantante e pianista jazz Nina Simone pubblicato nel 1964.

## Tracce
Lato A
1. Don't Let Me Be Misunderstood – 2:42 (Gloria Caldwell, Bennie Benjamin, Sol Marcus)
2. Night Song (da Golden Boy) – 3:00 (Charles Strouse, Lee Adams)
3. The Laziest Gal in Town – 2:15 (Cole Porter)
4. Something Wonderful (da The King and I) – 2:37 (Richard Rodgers, Oscar Hammerstein II)
5. Don't Take All Night – 2:45 (Bennie Benjamin, Sol Marcus)
6. Nobody – 4:10 (Alex Rogers, Bert Williams, adattamento di Nina Simone)

Durata totale: 17:29
Lato B
1. I Am Blessed – 2:52 (Bennie Benjamin, Sol Marcus)
2. Of This I'm Sure – 2:30 (Bennie Benjamin, Sol Marcus)
3. See-Line Woman – 2:20 (George Bass, adattamento di Nina Simone)
4. Our Love (Wills See Us Through) – 2:55 (Bennie Benjamin)
5. How Can I? – 2:00 (Bennie Benjamin, Sol Marcus)
6. The Last Rose of Summer – 3:00 (Richard Alfred Miliken, Thomas Moore, adattamento di Nina Simone)

Durata totale: 15:37
Edizione CD del 2006, pubblicato dalla Verve Records (0602498886953)
1. Don't Let Me Be Misunderstood – 2:44 (Gloria Caldwell, Bennie Benjamin, Sol Marcus)
2. Night Song (da Golden Boy) – 3:03 (Charles Strouse, Lee Adams)
3. The Laziest Gal in Town – 2:16 (Cole Porter)
4. Something Wonderful (da The King and I) – 2:42 (Richard Rodgers, Oscar Hammerstein II)
5. Don't Take All Night – 2:50 (Bennie Benjamin, Sol Marcus)
6. Nobody – 4:15 (Alex Rogers, Bert Williams, adattamento di Nina Simone)
7. I Am Blessed – 2:54 (Bennie Benjamin, Sol Marcus)
8. Of This I'm Sure – 2:33 (Bennie Benjamin, Sol Marcus)
9. See-Line Woman – 2:35 (George Bass, adattamento di Nina Simone)
10. Our Love (Wills See Us Through) – 2:58 (Bennie Benjamin, Sol Marcus)
11. How Can I? – 2:02 (Bennie Benjamin, Sol Marcus)
12. The Last Rose of Summer – 3:04 (Richard Alfred Miliken, Thomas Moore, adattamento di Nina Simone)
13. A Monster – 2:44 (Bennie Benjamin, Sol Marcus) – Bonus Track

## Musicisti
- Nina Simone - voce, pianoforte
- Horace Ott - conduttore orchestra, arrangiamenti (LP: A1, A5, B1, B2, B4, B5 e CD: #13)
- Hal Mooney - conduttore orchestra, arrangiamenti (LP: A2, A3, A4, A6 e B6), produttore
- Rudy Stevenson - flauto (brano: See-Line Woman)
- Bobby Hamilton - batteria (brano: See-Line Woman)
- Lisle Atkinson - percussioni (brano: See-Line Woman)
- personale orchestra non nota